# Єнс Лооке
Єнс Лооке, Льооке (швед. Jens Lööke; 11 квітня 1997, м. Євле, Швеція) — шведський хокеїст, правий/лівий нападник. Виступає за «Брюнес» (Євле) у Шведській хокейній лізі.
Вихованець хокейної школи ХК «Вальбу». Виступав за «Брюнес» (Євле).
В чемпіонатах Швеції — 43 матчі (2+4), у плей-оф — 7 матчів (0+0).
У складі молодіжної збірної Швеції учасник чемпіонату світу 2015. У складі юніорської збірної Швеції учасник чемпіонату світу 2015.